# Mary LeGault
Mary LeGault (* 22. Januar 1987 in Van Nuys, Kalifornien) ist eine US-amerikanische Schauspielerin und Filmproduzentin. 

## Leben und Karriere
LeGault ist die älteste Tochter des Schauspielers Lance LeGault. 
Ihre erste große Rolle bekam LeGault in der Fernsehserie Sin City Diaries. Darauf folgten Filme wie Murder Loves Killers Too (2009). 2009 verkörperte sie in der Serie Forbidden Science die Rolle der Laura.

## Filmografie (Auswahl)
- 2007: Sin City Diaries (Fernsehserie, eine Episode)
- 2009: Forbidden Science (Fernsehserie, 5 Episoden)
- 2009: Murder Loves Killers Too
- 2009: Life on Top (Fernsehserie, 13 Episoden)
- 2010: Ghetto Physics
- 2011: Rift
- 2011: 10/10
- 2014: Chicks Dig Gay Guys
- 2014: Death Factory